# St. Moritz
St. Moritz (hochdeutsch [ˌsaŋktmoˈrɪts], bündnerdeutsch [ˌsamoˈrits], rätoromanisch San Murezzanⓘ, italienisch San Maurizio, französisch Saint-Moritz) ist eine politische Gemeinde im Engadin, in der Region Maloja des schweizerischen Kantons Graubünden. Der Ort ist nach dem heiligen Mauritius benannt, der auch im Wappen abgebildet ist. Lokaler Übername der Bewohner ist ils draguns ‹die Drachen›. 
Die Gemeinde ist einer der berühmtesten Kurorte und Wintersportplätze der Welt. 1928 und 1948 wurden hier Olympische Winterspiele abgehalten.

## Geographie

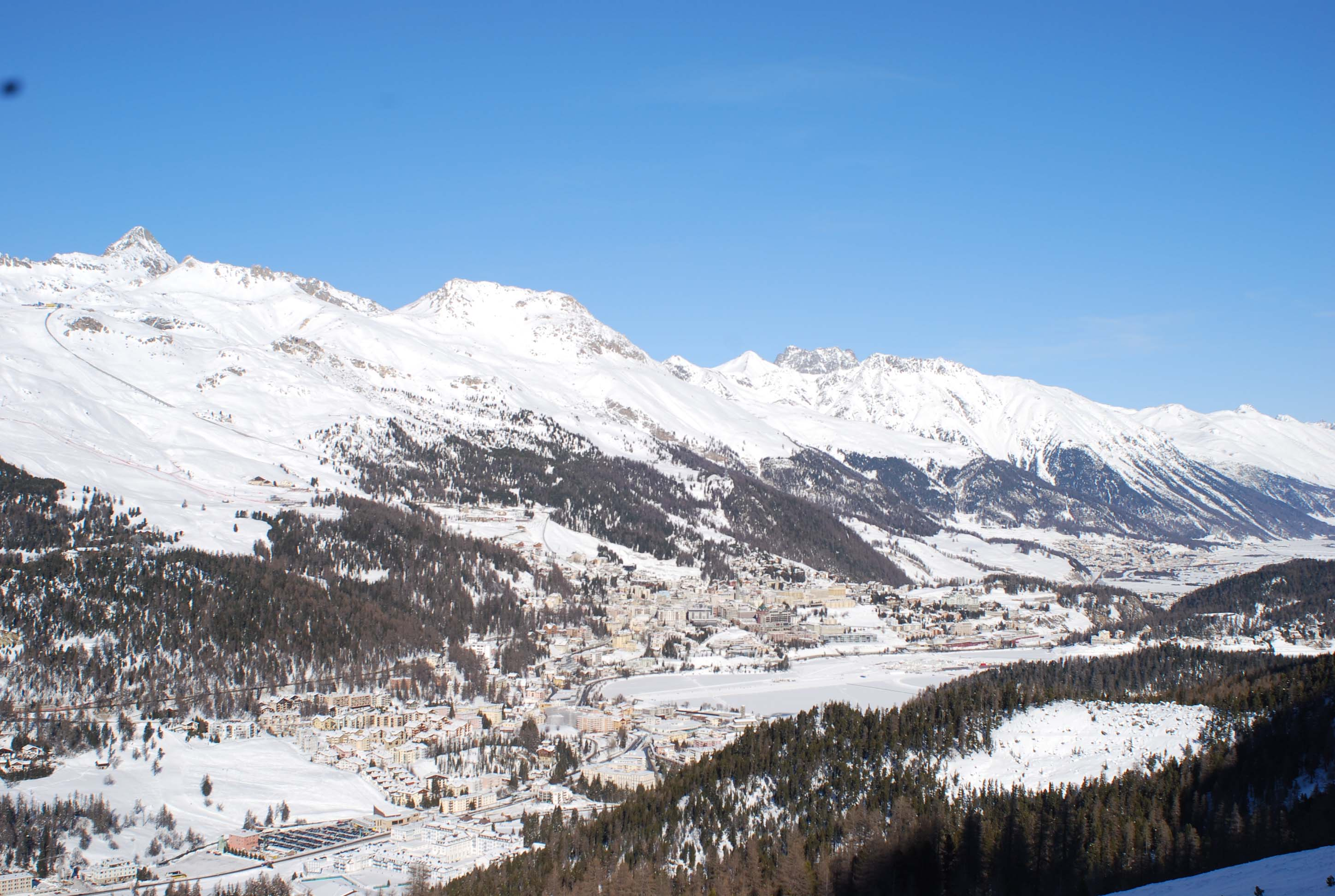
St. Moritz mit St. Moritzersee und den Ortsteilen Bad und Dorf

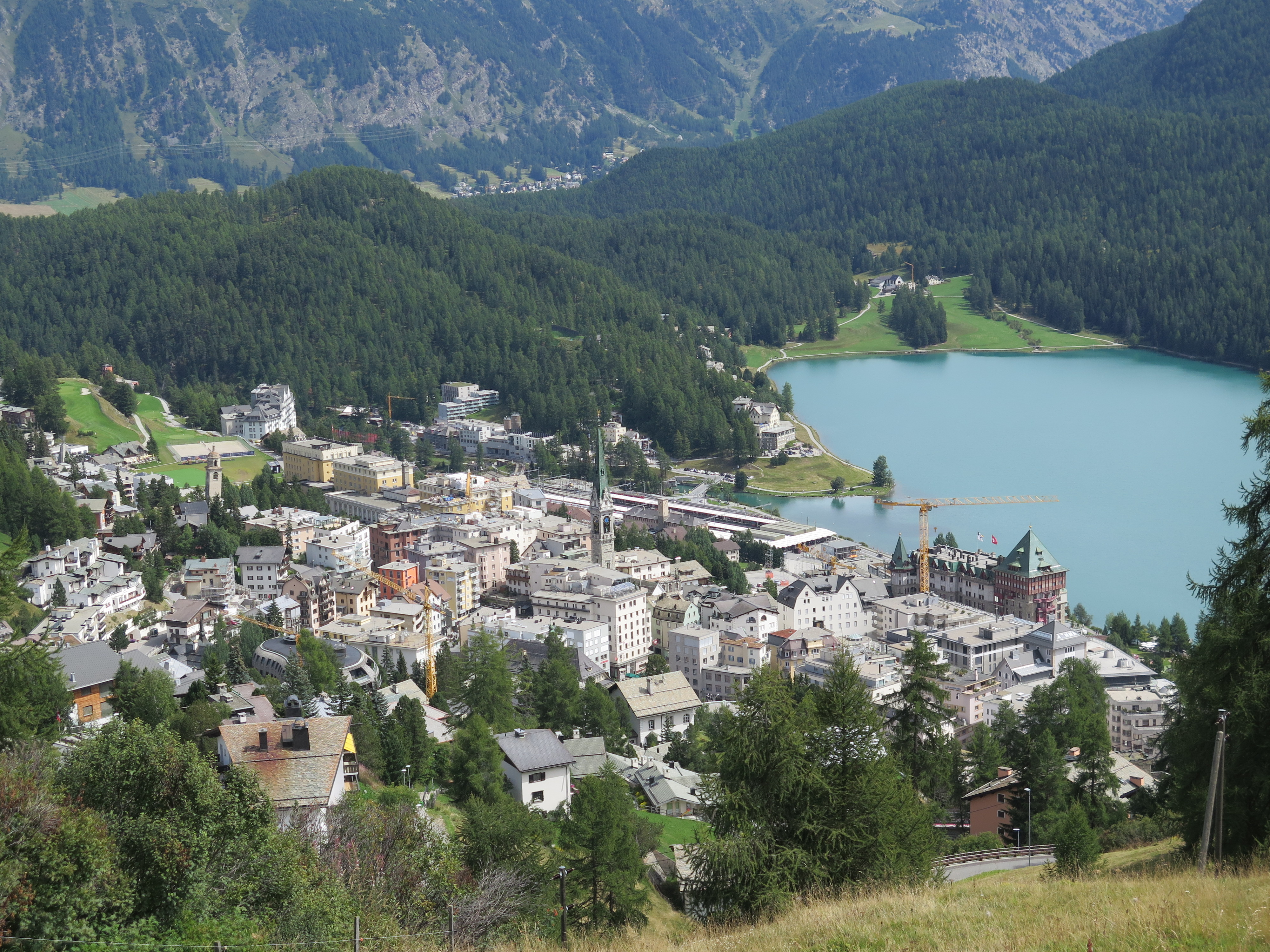
St. Moritz-Dorf von Salastrains aus, 2023

Historisches Luftbild von Werner Friedli (1954)

Die Gemeinde St. Moritz besteht aus den zusammengefassten Ortsteilen St. Moritz-Dorf, St. Moritz-Bad, Suvretta und der einen Hälfte des zwei Kilometer entfernten Champfèr – die andere Hälfte von Champfèr gehört zu Silvaplana.
St. Moritz-Dorf (1822 m) liegt am steilen Nordufer des St. Moritzersees, das vom Inn durchflossene St. Moritz-Bad (1774 m) und Champfèr (1825 m) auf je einer Ebene südwestlich des St. Moritzersees.
In südwestlicher Richtung zwischen St. Moritz und Maloja liegt die Engadiner Seenplatte, die aus dem St. Moritzer-, Champfèrer-, Silvaplaner-, Hahnensee und Silsersee besteht. Die Höhendifferenz vom St. Moritzersee bis zum 15 Kilometer entfernten Malojapass beträgt nur knapp 50 Meter. Östlich von St. Moritz liegen der Stazerwald und die Charnadüra-Schlucht, durch die man auf die 50 Meter tiefer gelegene nächste grosse Ebene gelangt, die bis ins 20 Kilometer entfernte S-chanf nur 60 Höhenmeter Gefälle aufweist.
Der Hausberg, auf dem auch das 23 Anlagen umfassende Winterskigebiet mit der grossen Station Corviglia (2489 m) liegt, ist der  Piz Nair (3057 m) und liegt im Nordwesten des Dorfes. Etwas weniger bekannt und weiter westlich, aber durch seine Höhe und Form imposanter ist der Piz Güglia/Julier (3380 m).

### Klima
Für die Normalperiode 1991–2020 beträgt die Jahresmitteltemperatur 2,3 °C, wobei im Februar mit −8,4 °C die kältesten und im Juli mit 12,3 °C die wärmsten Monatsmitteltemperaturen gemessen werden. Die MeteoSchweiz-Wetterstation befindet sich 5 km Luftlinie entfernt in der Gemeinde Samedan und liegt auf einer Höhe von 1709 m ü. M.
In St. Moritz können Kaltluftseen gebildet werden, und folglich können vor allem im Winter Nächte sehr kalt sein. An 227 Tagen des Jahres sinkt die Temperatur unter 0 Grad. Selbst im Juli gibt es durchschnittlich bis zu zwei Frosttage. Sommertage wurden in der Normperiode 1991–2020 durchschnittlich nur 3,1 pro Jahr verzeichnet. Laut Köppens Klimaklassifikation gehört Samedan zum subarktischen Bereich (Dfc).
|                        | Jan   | Feb   | Mär  | Apr  | Mai  | Jun  | Jul  | Aug  | Sep  | Okt  | Nov  | Dez   |   |      |
| Mittl. Temperatur (°C) | −8,4  | −7,1  | −2,4 | 1,9  | 6,7  | 10,5 | 12,3 | 11,8 | 7,9  | 3,6  | −2,1 | −7,0  | ⌀ | 2,4  |
| Mittl. Tagesmax. (°C)  | −1,3  | 0,5   | 4,0  | 7,9  | 12,9 | 17,0 | 19,3 | 18,8 | 14,6 | 10,5 | 4,1  | −0,7  | ⌀ | 9    |
| Mittl. Tagesmin. (°C)  | −15,8 | −15,6 | −9,6 | −4,3 | 0,1  | 3,2  | 4,7  | 4,7  | 1,3  | −2,6 | −7,8 | −13,4 | ⌀ | −4,5 |
|                        |       |       |      |      |      |      |      |      |      |      |      |       |   |      |
| Niederschlag (mm)      | 29    | 19    | 24   | 37   | 67   | 91   | 87   | 100  | 73   | 77   | 70   | 37    | Σ | 711  |
|                        |       |       |      |      |      |      |      |      |      |      |      |       |   |      |
| Sonnenstunden (h/d)    | 3,9   | 4,3   | 4,7  | 5,0  | 5,3  | 6,2  | 6,4  | 5,9  | 5,2  | 4,5  | 3,4  | 3,3   | ⌀ | 4,8  |
|                        |       |       |      |      |      |      |      |      |      |      |      |       |   |      |
| Regentage (d)          | 5,2   | 4,2   | 4,3  | 6,0  | 9,2  | 11,0 | 10,6 | 11,0 | 8,0  | 8,1  | 7,9  | 6,1   | Σ | 91,6 |
|                        |       |       |      |      |      |      |      |      |      |      |      |       |   |      |
| Luftfeuchtigkeit (%)   | 78    | 73    | 70   | 69   | 70   | 71   | 71   | 75   | 76   | 77   | 79   | 80    | ⌀ | 74,1 |

| −15,8 |

| −15,6 |

| −9,6 |

| −4,3 |

| 0,1 |

| 3,2 |

| 4,7 |

| 4,7 |

| 1,3 |

| −2,6 |

| −7,8 |

| −13,4 |

| −15,8 |

| −15,6 |

| −9,6 |

| −4,3 |

| 0,1 |

| 3,2 |

| 4,7 |

| 4,7 |

| 1,3 |

| −2,6 |

| −7,8 |

| −13,4 |

## Geschichte und Tourismus

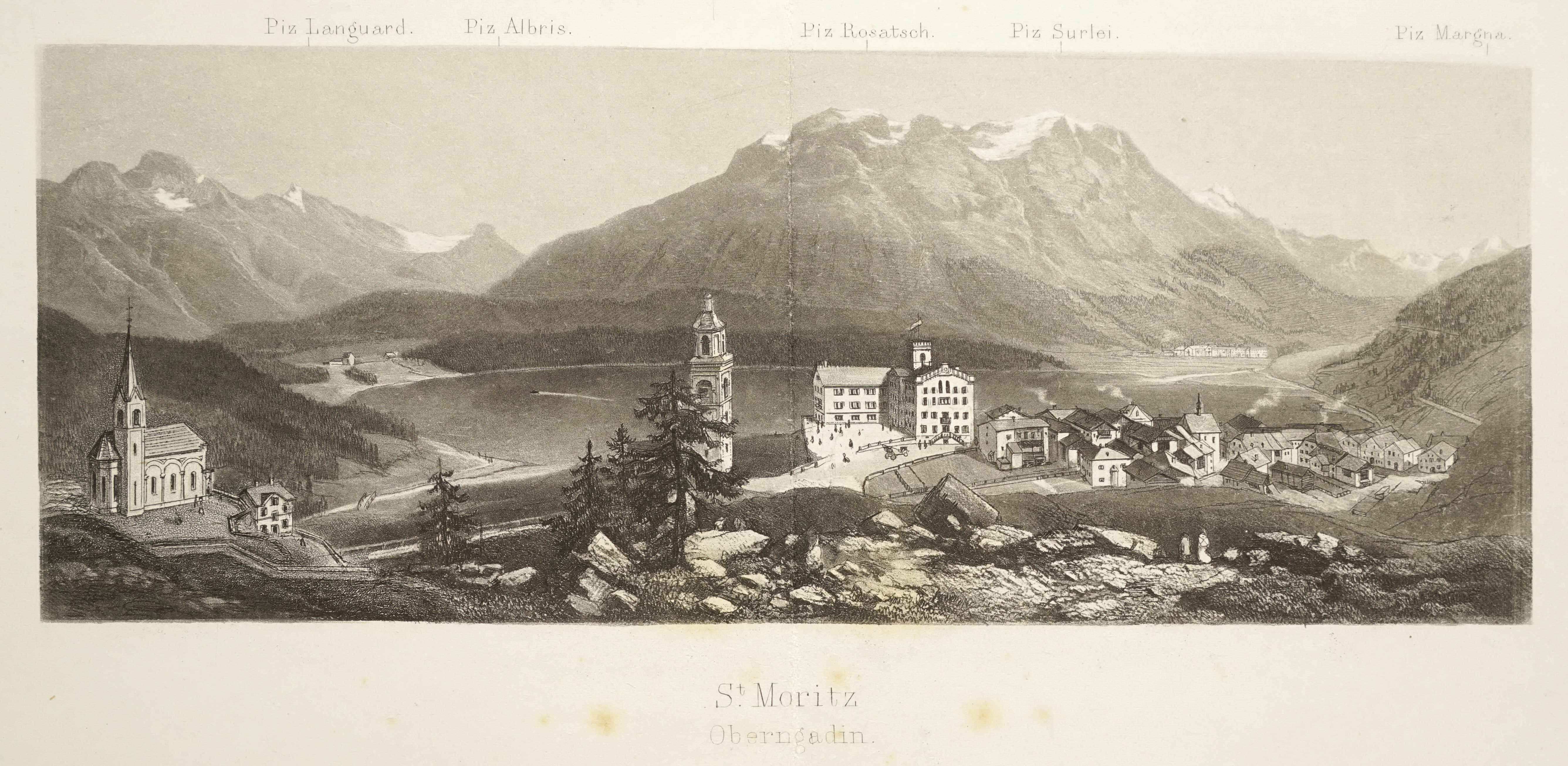
St. Moritz mit Kulm-Hotel um 1870, Radierung von Heinrich Müller

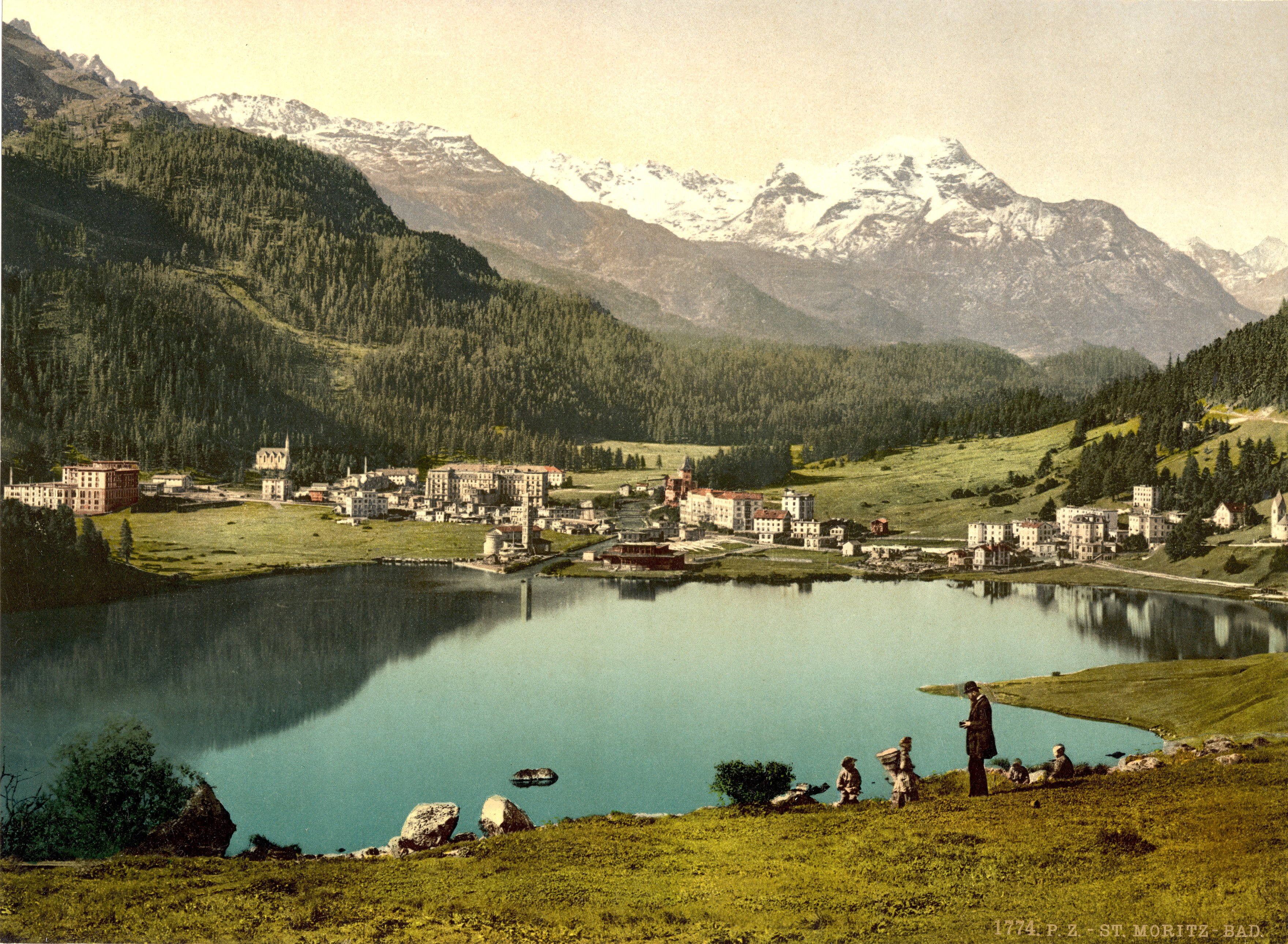
St. Moritz-Bad, um 1900

Die Datierung des Lärchenholzes der prähistorischen St. Mauritius-Quellfassung zeigte, dass die Heilquellen bereits in der Bronzezeit vor über 3400 Jahren bekannt waren. Die Anwesenheit der Römer in der Antike ist durch Funde belegt.
Mit der Eröffnung des ersten Hotels, des Kulm-Hotels, im Jahre 1856 begann die Entwicklung des Tourismus und des Wintersports im Ort.
Dank innovativen Einheimischen und Gästen konnte St. Moritz mehrfach als erste Gemeinde in der Schweiz technische Neuigkeiten präsentieren, so zum Beispiel das erste elektrische Licht (Weihnachten 1878), den ersten Motorflug in der Schweiz (1910) und den ersten Skilift (1935). Der später exilierte Prinz Nikolaus aus dem Königreich Rumänien erwarb die vom Architekten Karl Koller entworfene Villa Marguns. Der Prinz war 1919 erstmals angereist.
St. Moritz liess um 1930 als erster Ort ein Symbol («Die Sonne von St. Moritz» des Zürcher Grafikers Walter Herdeg) juristisch schützen, und seit 1986 ist der Schriftzug mit Signet (St. Moritz, TOP OF THE WORLD) markenrechtlich geschützt. Letzteres war eine Initiative von Hans Peter Danuser, dem langjährigen Kur- und Verkehrsdirektor (von 1978 bis 2008).
Seit 1. Januar 2019 ist der Sänger und Entertainer Christian Jott Jenny, der 2008 das Festival da Jazz in St. Moritz gegründet hat, Gemeindepräsident.

## Wappen
| Wappen von St. Moritz | Blasonierung: «In Gold wachsend Sankt Mauritius in blauer Rüstung mit silbernem Nimbus, Schwert und blauem Kreuzbanner mit goldenem Mauritiuskreuz.» |
| Wappen von St. Moritz | |

## Bevölkerung
| Jahr      | 1803 | 1850 | 1870 | 1880 | 1900 | 1910 | 1920 | 1930 | 1941 |
| --------- | ---- | ---- | ---- | ---- | ---- | ---- | ---- | ---- | ---- |
| Einwohner | 183  | 228  | 400  | 394  | 1603 | 3197 | 2614 | 3968 | 2418 |
| Jahr      | 1950 | 1960 | 1970 | 1980 | 1990 | 2000 | 2005 | 2010 | 2020 |
| Einwohner | 2558 | 3751 | 5699 | 5900 | 5426 | 5589 | 5121 | 5202 | 4945 |

Obwohl sich die Bevölkerung zwischen 1803 und 1870 von 183 auf 400 Personen mehr als verdoppelt hatte, war St. Moritz bis 1880 ein kleines Dorf. Innerhalb dreier Jahrzehnte folgte ein Bevölkerungswachstum von 394 (1880) auf 3'197 Einwohner (1910; +711 %). Infolge eines Rückgangs des Fremdenverkehrs sank die Bevölkerung in den 1910er-Jahren bedeutend und wuchs daraufhin bis 1930 auf einen neuen Höchststand von 3'968 Personen an. 1941, mitten im Zweiten Weltkrieg, wurden nur noch 2'418 Einwohner gezählt. Zwischen 1950 und 1980 folgte ein weiterer starker Bevölkerungsschub von 2'558 auf 5'900 Personen (+131 %). Seit diesem Höchststand sinkt die Einwohnerzahl erneut (1980–2005: −13 %).

### Herkunft und Nationalität
| Staatsangehörigkeit     | Anzahl ohne  | Anzahl mit   |
| Staatsangehörigkeit     | Doppelbürger | Doppelbürger |
| ----------------------- | ------------ | ------------ |
| Schweiz                 | 3'079        | 3'527        |
| Italien                 | 897          | 1'162        |
| Portugal                | 435          | 445          |
| Deutschland             | 202          | 232          |
| Serbien und Montenegro  | 106          | 108          |
| Österreich              | 74           | 104          |
| Frankreich              | 56           | 73           |
| Kroatien                | 62           | 63           |
| Spanien                 | 33           | 41           |
| Vereinigtes Königreich  | 20           | 32           |
| Niederlande             | 17           | 29           |
| Bosnien und Herzegowina | 27           | 28           |

Von den Ende 2005 5'121 Bewohnern waren 3'382 (= 66 %) Schweizer Staatsangehörige. Die letzte Volkszählung zeigte den internationalen Charakter der Einwohnerschaft und ergab folgendes Bild: Insgesamt zählte man damals nebst den 3'527 Schweizern 2'062 Ausländer (= 37 %).

### Religionen und Konfessionen
St. Moritz nahm erst 1577 die Reformation an, später als die meisten anderen Engadiner Gemeinden. Heute ist die Gemeinde infolge starker Zuwanderung aus Südeuropa (vor allem Italien und Portugal) konfessionell gemischt. Bei der letzten Volkszählung im Jahr 2000 gab es 3137 Katholiken (56 %), 1736 Protestanten (31 %), 124 Orthodoxe (2 %), 351 Konfessionslose (6 %) und kleine Minderheiten an Muslimen und Juden (43 respektive 16 Personen). 165 Einwohner machten keine Angabe zu ihrem Glaubensbekenntnis.

### Sprachen
Die ursprüngliche Sprache Puter, ein Idiom des Bündnerromanischen, wurde schon 1880 nur noch von 50,2 % der Einwohnerschaft gesprochen. Verdrängt wurde es nicht nur vom Deutschen, sondern auch vom Italienischen. 1900 hatte Italienisch eine relative Mehrheit (mit 31 %), ebenso 1910. Mittlerweile dominiert Deutsch deutlich, gefolgt von Italienisch. Das Romanische verlor hingegen kontinuierlich an Boden: 1941 gaben noch 20 % und 1970 8 % der Einwohner Romanisch als Muttersprache an. Nur 13 % der Bevölkerung konnten sich im Jahr 2000 auf Romanisch verständigen – der mit Abstand tiefste Wert aller Oberengadiner Gemeinden. Die Tabelle zeigt die Entwicklung der vergangenen Jahrzehnte.
Nach Deutsch und Italienisch ist Portugiesisch mit 7 % Bevölkerungsanteil die dritthäufigste Sprache. Seit dem Einstellen der romanischen Zeitung Fögl Ladin erscheint die Engadiner Post zweisprachig als Engadiner Post / Posta Ladina.
| Sprachen         | Volkszählung 1980 | Volkszählung 1980 | Volkszählung 1990 | Volkszählung 1990 | Volkszählung 2000 | Volkszählung 2000 |
| Sprachen         | Anzahl            | Anteil in %       | Anzahl            | Anteil in %       | Anzahl            | Anteil in %       |
| ---------------- | ----------------- | ----------------- | ----------------- | ----------------- | ----------------- | ----------------- |
| Deutsch          | 3092              | 52,41             | 3186              | 58,72             | 3286              | 58,79             |
| Italienisch      | 1608              | 27,25             | 1157              | 21,32             | 1220              | 21,83             |
| Rätoromanisch    | 569               | 9,64              | 338               | 6,23              | 264               | 4,72              |
| Einwohner gesamt | 5900              | 100,00            | 5426              | 100,00            | 5589              | 100,00            |

## Politik
- Next Generation: 7
- Mitte: 4
- FDP: 4
- SVP: 2

### Legislative
Der Gemeinderat bildet zusammen mit der Gemeindeversammlung die Legislative der Gemeinde St. Moritz. Er besteht aus 17 Mitgliedern und wird alle vier Jahre vom Volk im Majorzverfahren neu gewählt. In der Legislaturperiode 2023–2026 haben die Parteien folgende Sitzstärken: Next Generation: 7 Sitze, FDP und Die Mitte je 4 Sitze und SVP 2 Sitze.

### Exekutive
Der Gemeindevorstand bildet die Exekutive von St. Moritz. Es handelt sich um eine fünfköpfige Kollegialbehörde, die alle vier Jahre vom Volk im Majorzverfahren neu gewählt wird. Sie besteht aus dem Gemeindepräsidenten und vier Departementsvorstehern.
Mitglieder für die Amtszeit 2022–2026 sind:
- Christian Jott Jenny, Gemeindepräsident (Präsidialdepartement), parteilos
- Reto Matossi, Gemeindevizepräsident (Baudepartement), Gruppe der Unabhängigen
- Prisca Anand (Sozialdepartement), parteilos
- Christoph Schlatter (Tourismusdepartement), parteilos
- Gian Marco Tomaschett (Sicherheitsdepartement), SVP

## Sehenswürdigkeiten

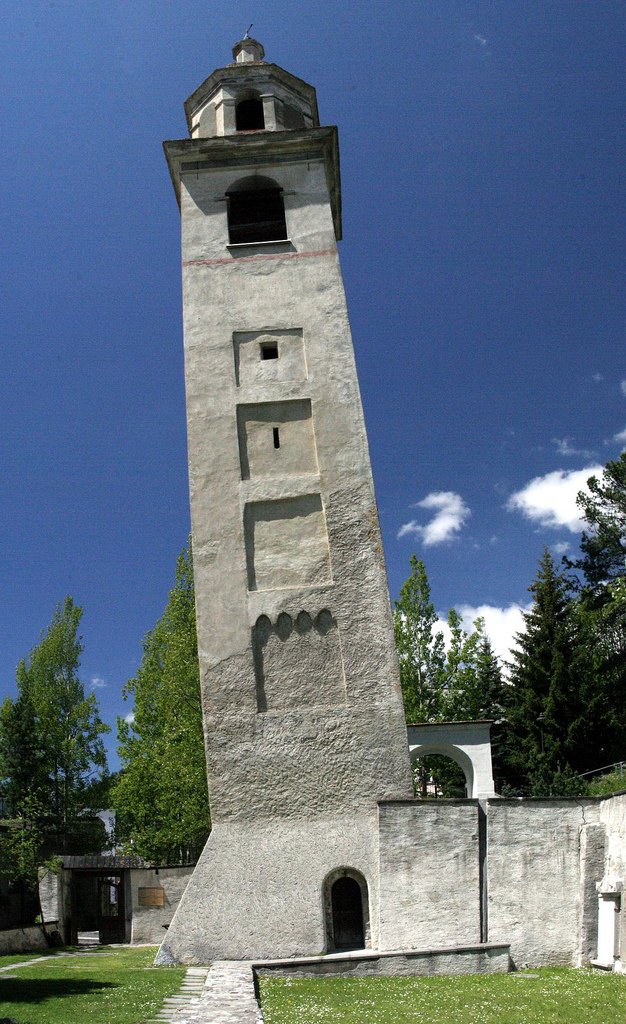
Schiefer Turm der abgebrochenen Mauritiuskirche

Wahrzeichen von St. Moritz-Dorf ist der Schiefe Turm, ein Rest der im 19. Jahrhundert abgebrochenen Mauritiuskirche aus der Zeit um 1500.
Das Segantini Museum beherbergt eine grosse Sammlung von Werken des Künstlers Giovanni Segantini. Eine mehrtägige Wanderung namens Senda Segantini verbindet Stationen aus dem Leben des Malers.
Im Engadiner Museum sind kulturhistorische und volkskundliche Sammlungen ausgestellt. Es ist in einem von Nicolaus Hartmann im Engadiner Stil entworfenen Gebäude untergebracht.
Mitten im Zentrum von St. Moritz-Dorf steht die reformierte Dorfkirche.
Darüber hinaus sind folgende Einrichtungen bemerkenswert:
- Altes Schulhaus (1886, 1909)[15] an der plazza da scoula
- Bylandt-Brunnen[16]
- Eisbahn- und Golfpavillon[17]
- Chesa Futura (2003, Architekt: Norman Robert Foster)[18]
- Konditorei-Café Hanselmann[19]
- Mauritiusbrunnen[20]
- Mili-Weber-Haus[21]
- Forum Paracelsus (ehemalige Trinkhalle in St. Moritz-Bad)[22]
- Saalanbau am «Hotel Reine Victoria»[23]
- 1968: Hallenbad, Architekt: Robert Obrist und Alfred Theus (abgebrochen)[24]

Hotels
- «Hotel Carlton»[25]

Grand Hotel am St. Moritzersee mit Blick auf St. Moritz Bad, Foto: Bruno Wehrli (1906)

- «Grand Hotel des Bains Kempinski St. Moritz»
- «Hotel Kulm»[26]
- «Hotel Grace La Margna»[27]
- «Badrutt’s Palace»[28]
- «Hotel Schweizerhof»[29]
- «Hotel Suvretta House»[30]

St. Moritz-Bad umfasst die eigentliche Kurzone der Ortschaft und liegt am Südrand des Sees. An der Via dal Bagn liegt die Evangelische Kirche St. Moritz-Bad, an der Plazza Paracelsus die Französische Kirche.

## Verkehr

### Bahnverkehr

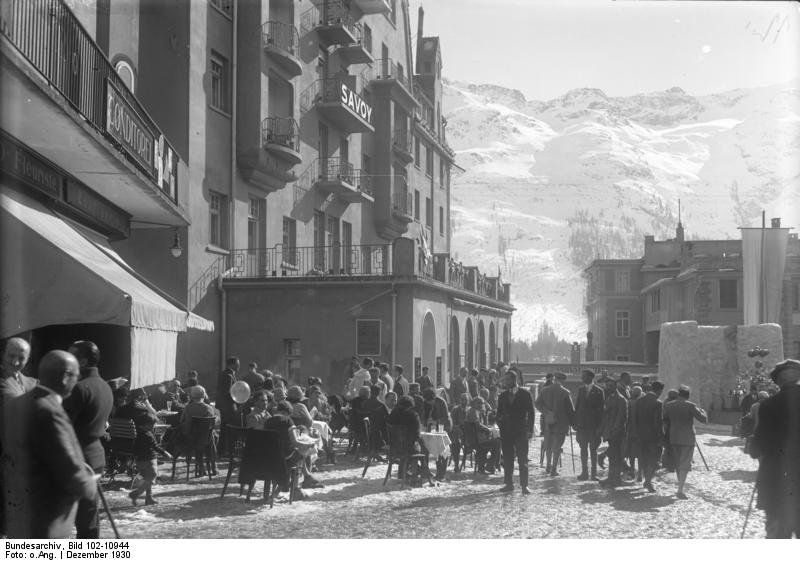
Touristisches St. Moritz im Dezember 1930

Im Jahr 1904 erhielt St. Moritz mit der von Thusis im Norden kommenden Albulabahn eine Anbindung an das Netz der Rhätischen Bahn (RhB). 1909 folgte die Inbetriebnahme der Berninabahn, die St. Moritz mit Tirano in Italien verbindet. Von Bever an der Albulabahn aus gibt es mit der Engadinerlinie seit 1913 eine Verbindung nach Scuol.
Der Bahnhof St. Moritz liegt an der Strecke des Bernina-Express und ist Ausgangspunkt des Glacier Express und des Palm-Express.

### Busverkehr
Das Postauto bedient ab St. Moritz die Strecken über den Julierpass nach Chur und über den Malojapass nach Chiavenna (einmal täglich auch weiter nach Lugano).
Für den lokalen Verkehr im Engadin haben sich die Rhätische Bahn, PostAuto Schweiz, Engadin Bus und der Ortsbus St. Moritz zum Verbund engadin mobil zusammengeschlossen.

### Flughafen
Für den Individualverkehr steht neben den gut ausgebauten Alpenpässen auch der Engadin Airport im fünf Kilometer entfernten Samedan zur Verfügung.

### Standseilbahnen
Mit der Corvigliabahn wird seit 1928 der St. Moritzer Hausberg Corviglia erschlossen. Die erste, gut 400 m lange Sektion, die Chantarellabahn, wurde bereits 1913 eröffnet und diente ursprünglich auch der Erschliessung der Villen unterhalb des Hotels Chantarella. Die drei entsprechenden Haltestellen wurden vor Jahrzehnten aufgehoben.

### Ehemalige Strassenbahn
Von 1896 bis 1932 verkehrte zwischen St. Moritz-Bad und St. Moritz-Dorf die Strassenbahn St. Moritz.

## Sport

### Geschichte des Sports
St. Moritz ist für seine Sportanlagen und -veranstaltungen bekannt. Das erste Golfturnier der Alpen wurde 1889 hier ausgerichtet. 1928 wurden die II. Olympischen Winterspiele und 1948 die V. Olympischen Winterspiele in St. Moritz ausgetragen. Im Jahr 1994 fand zum ersten Mal ein Windsurf-Weltcup auf einem Binnensee statt. Der erste Engadin-Inline-Marathon wurde 1996 organisiert. In den Jahren 1934, 1974, 2003 und 2017 fanden in St. Moritz die Alpinen Skiweltmeisterschaften statt.

### Skigebiete
Das Skigebiet Corviglia-Marguns-Piz Nair ist direkt vom Ort aus erschlossen, zur Skiregion gehören auch Corvatsch/Furtschellas, Bernina-Diavolezza, Bernina Lagalb, Muottas Muragl, Zuoz, und kleinere Anlagen in Maloja, Pontresina, Samedan, La Punt (Chamues-ch) und  S-chanf (Bügls).

### Skischule

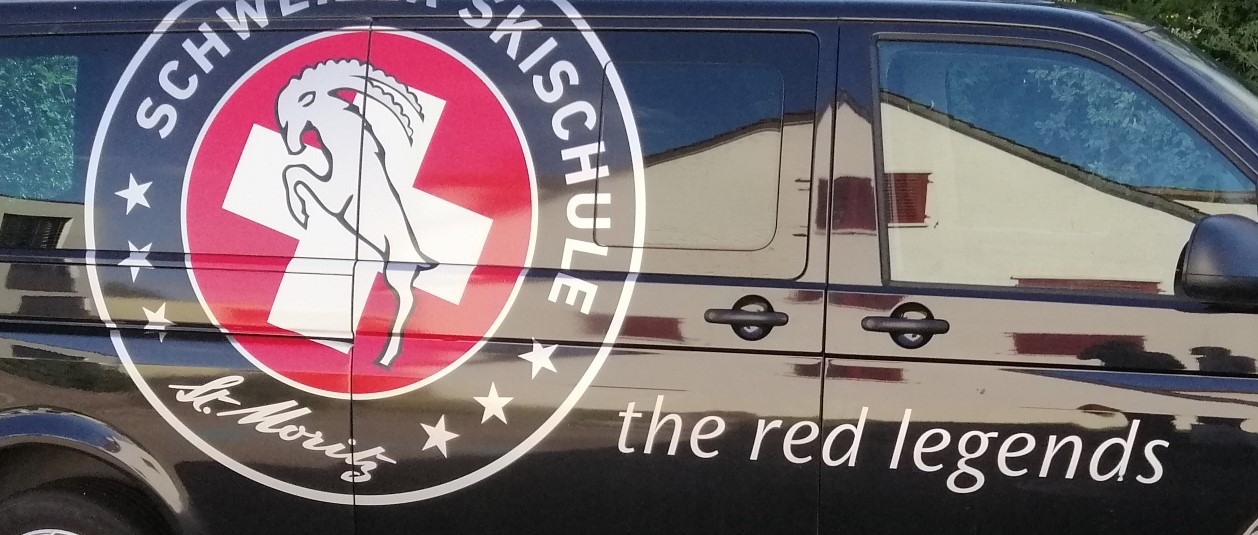
The red legends

Die Skischule St. Moritz, The red legends, wurde als erste Skischule der Schweiz von Giovanni Testa und Freunden 1929 in St. Moritz gegründet und gilt heute als die grösste Skischule der Schweiz. Sie beschäftigt rund 350 ausgebildete Schneesportlehrer aus über 14 Nationen. Giovanni Testa leitete die Skischule St. Moritz während 12 Jahren. Einer seiner Nachfolger wurde der Olympiasieger im Slalom der Olympischen Winterspiele von 1948 in St. Moritz Edy Reinalter.

### Bob und Skeleton
Der Skeleton-Sport hat in St. Moritz seine Wurzeln. In der Wintersaison 1884/1885 wurde der berühmte St Moritz Tobogganing Club gegründet. Die Cresta Run genannte Bahn wird von dem britischen Privatklub betrieben und jeden Winter von neuem aufgebaut.
1889 wurde der erste Bob in St. Moritz gebaut, und 1892 fand das erste Bobrennen in St. Moritz statt. Auch die Olympia Bob Run genannte Natureisbahn wird jedes Jahr zur Wintersaison neu aufgebaut. 2013 fanden hier die Bob- und Skeleton-Weltmeisterschaften statt.

### Pferdesport

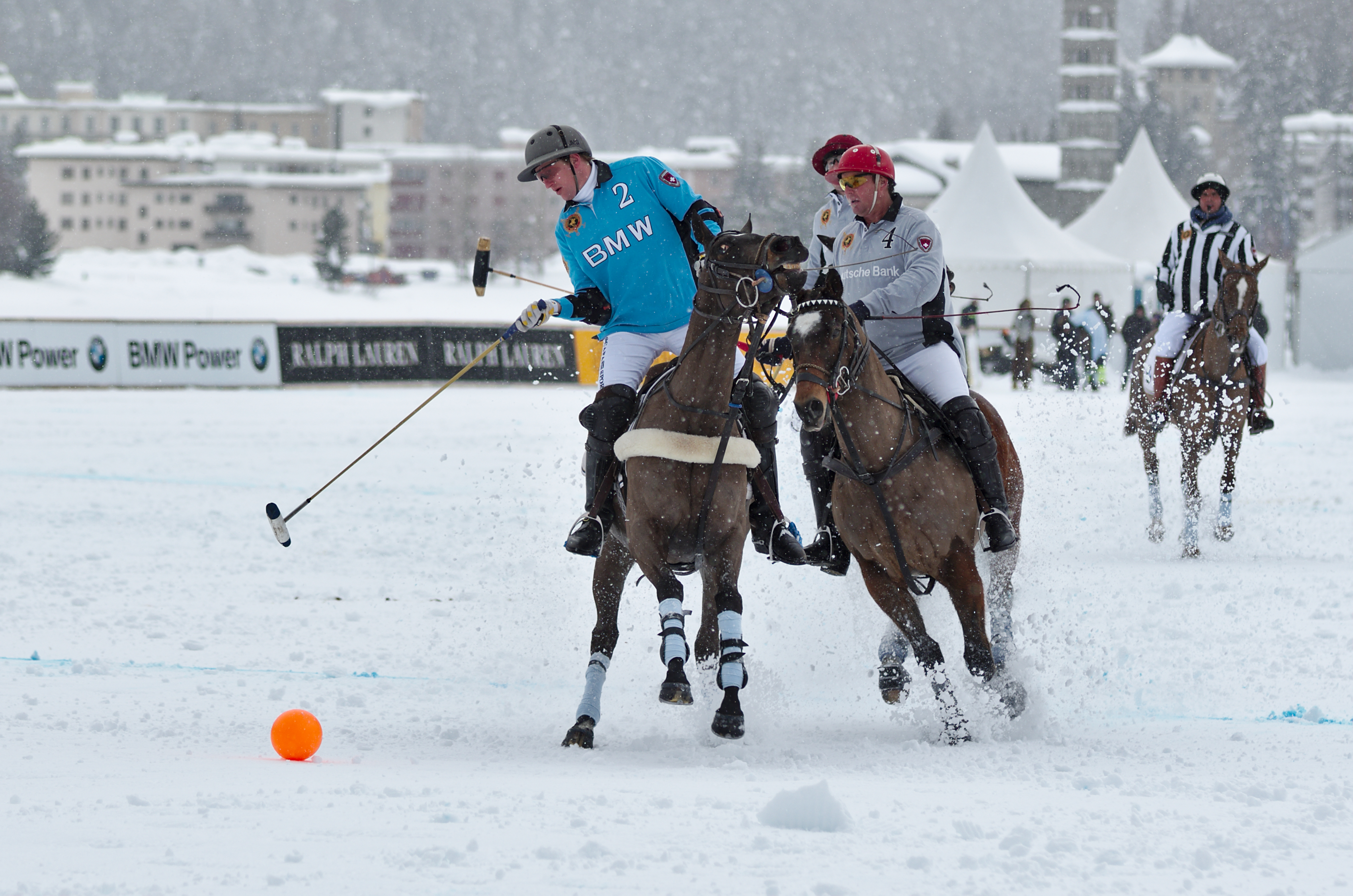
Cartier Polo World Cup on Snow (2014)

Auf dem gefrorenen St. Moritzersee werden die Rennen des White Turf und der St. Moritz Polo World Cup on Snow ausgetragen.

### Exklusive Sportangebote
Seinem Ruf als mondäner Tourismusort wird St. Moritz auch mit einem Angebot an für die Schweiz exotischen Sportarten wie dem Tobogganing, Cricket on Ice und den Pferderennen sowie Polo auf Schnee gerecht.

## Hotellerie

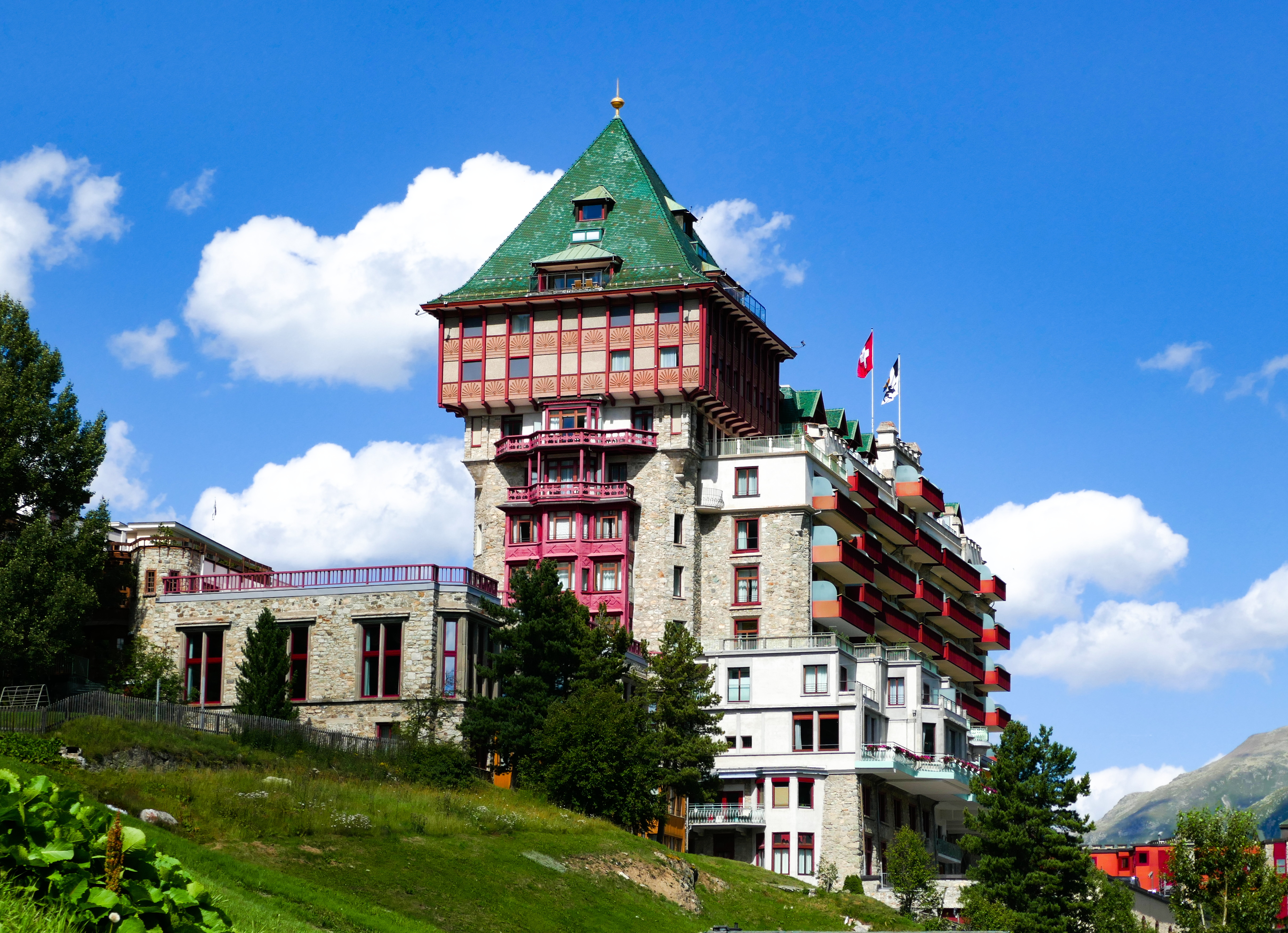
Badrutt’s Palace Hotel

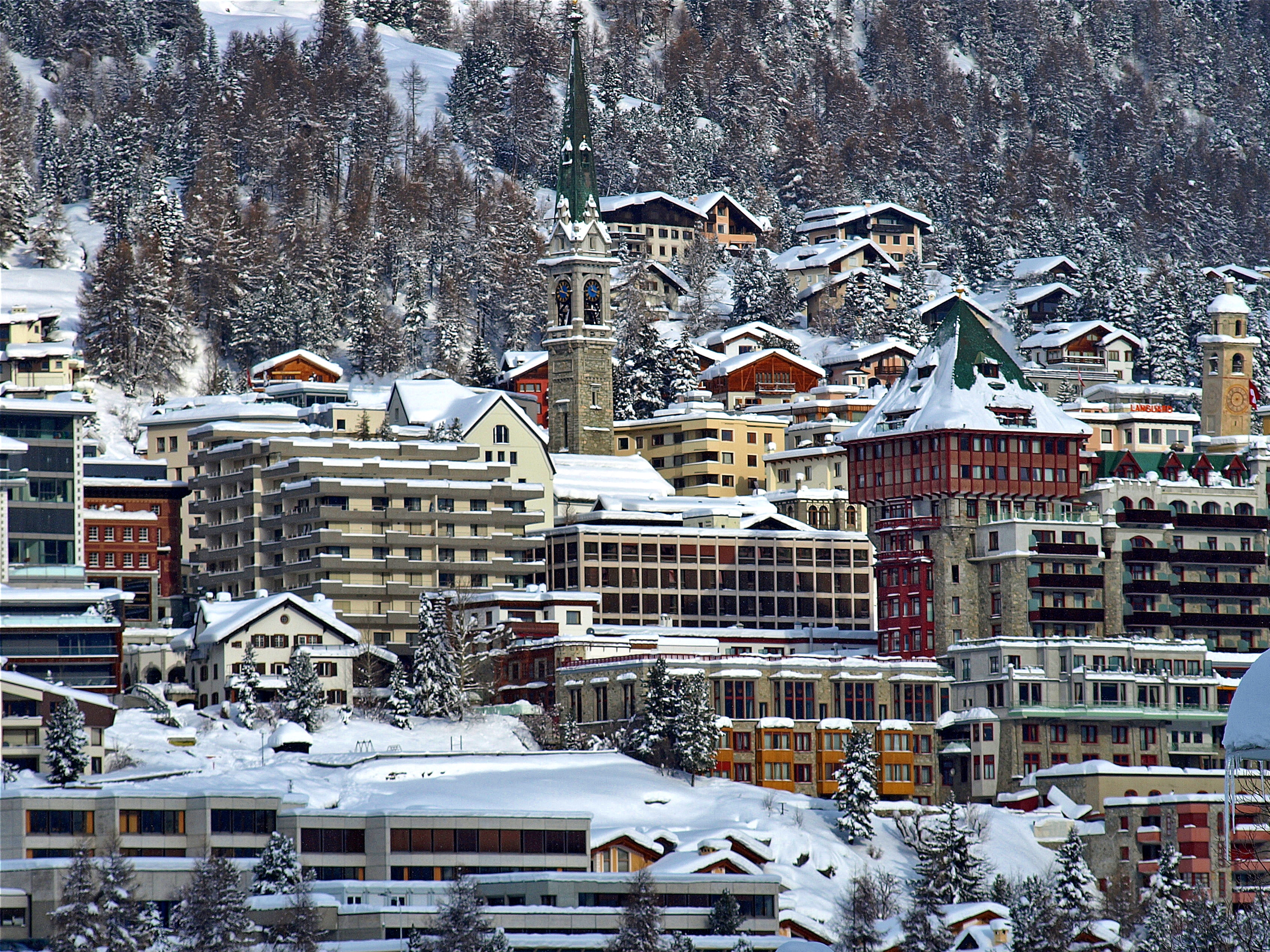
Ortsbild beim Schiefen Turm, Januar 2014

St. Moritz ist eine traditionelle Destination des Jetsets. Es gibt hier mehrere Luxushotels wie das Badrutt’s Palace, das Kulm-Hotel, das Suvretta House, das Carlton Hotel und Kempinski Grand Hotel des Bains St. Moritz.
Zu den prominenten Immobilienbesitzern in St. Moritz zählten Sonja Ziemann, Gunter Sachs, Herbert von Karajan, Lakshmi Mittal, Ivan Glasenberg, Mohammad Reza Pahlavi, Ingvar Kamprad, Helmut Horten, Giovanni Agnelli, Aristoteles Onassis und Stavros Niarchos.
Die Bar Devil’s Place des Hotels Waldhaus am See bietet laut Guinness-Buch der Rekorde mit über 2500 Sorten die grösste Auswahl an Whiskys der Welt an.

## Partnerstädte
Seit 1964 besteht eine Gemeindepartnerschaft mit Kutchan in Japan. Weitere Schwesterstädte sind Vail in den USA und Bariloche in Argentinien.

## Filme
- Die Sonne von St. Moritz, deutsches Filmdrama (1954) von Arthur Maria Rabenalt mit Winnie Markus, Karlheinz Böhm und Signe Hasso
- St. Moritz im Winter. Werbefilm von Gaudenz Meili (Regie) mit Musik von Bruno Spoerri. Topic Film (Produktion), Zürich 1980, 6 Min., Inhaltsangabe und Filmszenen bei Kantonsbibliothek Graubünden